# Michael Bennett (ökölvívó)
Michael Bennett (Chicago, Illinois, 1971. március 26. –) amatőr világbajnok amerikai ökölvívó, olimpikon

## Amatőr eredményei
1999-es világbajnokságon a másik ágon a döntőbe jutó kubai Félix Savón a bíráskodás miatti tiltakozásként nem állt ki a döntőre, így Bennettet mérkőzés nélkül világbajnoknak nyilvánították. 2000-ben az olimpián már a negyeddöntőben összetalálkoztak és simán kikapott Savóntól.

## Profi karrierje
Az olimpia után kezdte profi pályafutását. Habár komoly ellenfelekkel nem találkozott 14 mérkőzéséből mégis mindössze 10-et nyert meg, 4-et pedig kiütéssel vesztett el. 2003-ban visszavonult.